# Cúp Độc lập (Bangladesh)
Cúp Độc lập là một giải đấu bóng đá loại trực tiếp, khởi tranh từ năm và được vận hành bởi Liên đoàn bóng đá Bangladesh, tổ chức chịu trách nhiệm tất cả các trận đấu trên đất nước. Các đội bóng đến từ giải ngoại hạng và các đội khác tham gia giải đấu. Hầu hết các trận đấu đều diễn ra trên tại địa điểm chính, Sân vận động Quốc gia Bangabandhu.

## Lịch sử danh hiệu
| Năm     | Vô địch                | Á quân                      | Tỉ số       |
| ------- | ---------------------- | --------------------------- | ----------- |
| 1972    | Dhaka Mohammedan       | East End Club               | 3–1         |
| 1990    | Dhaka Abahani          | Dhaka Mohammedan            | 2–1         |
| 1991    | Dhaka Mohammedan       | Dhaka Abahani               | 1 (4)–(2) 1 |
| 2005    | Muktijoddha Sangsad KC | Brothers Union              | 2–0         |
| 2011    | Farashganj SC          | Sheikh Russel KC            | 1 (5)–(4) 1 |
| 2013    | Sheikh Russel KC       | Sheikh Jamal Dhanmondi Club | 3–2         |
| 2014    | Dhaka Mohammedan       | Feni Soccer Club            | 0 (5)–(4) 0 |
| 2016    | Chittagong Abahani     | Dhaka Abahani               | 2–0         |
| 2018    | Arambagh KS            | Chittagong Abahani          | 2–0         |
| 2018-19 | Bashundhara Kings      | Sheikh Russel KC            | 2–1         |